# British Guiana 1c magenta

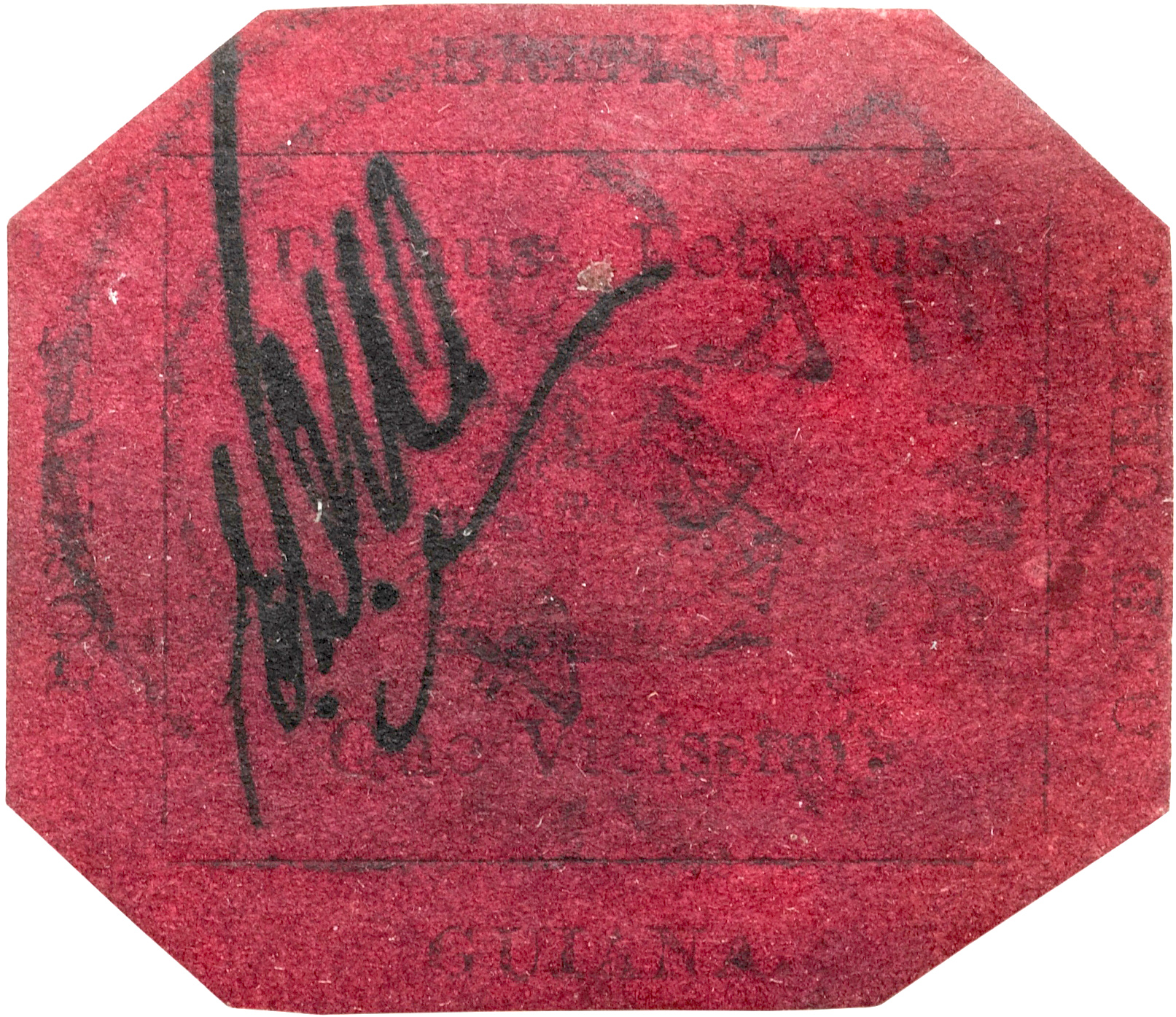
De British Guiana 1c magenta postzegel

De British Guiana 1 cent magenta behoort tot de zeldzaamste postzegels; er is slechts één exemplaar bekend. De postzegel werd in 1856 in Brits Guiana (thans: Guyana) uitgegeven in een kleine oplage. De postzegel is gedrukt in zwarte inkt op magenta-gekleurd papier.
Dit unieke exemplaar werd in 1873 gevonden door een 12-jarige Schotse scholier tussen de brieven van zijn oom. Hij kon de postzegel niet in de catalogus terugvinden en verkocht 'm voor 6 shilling. In 1880 duikt de postzegel op in de collectie van Philipp von Ferrary, gekocht voor $750. Bij de veiling van diens verzameling was dit het absolute topstuk. De zegel werd op 5 april 1922 voor 300.000 franc ($36.000) gekocht door Arthur Hind. Hij overbood koning George V die alleen deze zegel nog nodig had om zijn verzameling Engelse koloniën compleet te maken.
Op 17 juni 2014 kwam de zegel opnieuw onder de hamer, nu bij Sotheby's in New York, waar een anonieme koper er $9.480.000 (€ 6.978.439) voor neertelde.
Audrey Hepburn-postzegel · Baden 9 kreuzer kleurfout blauwgroen · Bazeler duif · Benjamin Franklin 1c Z-grill · British Guiana 1c magenta · Curtiss Jenny kopstaand · Gele dom · HMS Glasgow foutdruk · Omgekeerde Dendermonde · Penny Black · Post Office Mauritius · Rode Mercurius · Sachsendreier · Schwarzer Einser · Tre skilling banco geel